# Cantone di Villars-sur-Var
Il Cantone di Villars-sur-Var era una divisione amministrativa dell'arrondissement di Nizza.
A seguito della riforma approvata con decreto del 24 febbraio 2014, che ha avuto attuazione dopo le elezioni dipartimentali del 2015, è stato soppresso.

## Composizione
Comprendeva 10 comuni:
- Bairols
- Lieuche
- Malaussène
- Massoins
- Pierlas
- Thiéry
- Touët-sur-Var
- La Tour
- Tournefort
- Villars-sur-Var